# Резерфорд, Пол
Пол Резерфо́рд (англ. Paul Rutherford, род. 8 декабря 1959 года, Ливерпуль, Великобритания) — английский певец, музыкант и танцор. Мировую известность он приобрёл в начале 1980-х как бэк-вокалист, танцор и иногда клавишник поп-группы Frankie Goes to Hollywood.

## Биография и карьера

### Ранние годы
Пол Резерфорд родился 8 декабря 1959 года в Ливерпуле, Англия, но в 1960-х, будучи ещё ребёнком, переехал в район Кантрил-Фарм, где среди его соседей были будущий футболист Микки Куинн и будущий комик Крейг Чарльз. Пол учился в римско-католической школе Святого Доминика (St Dominic’s Roman Catholic school) в Хайтоне вместе со своей сестрой-двойняшкой.

### Начало музыкальной карьеры
В 1970-х Резерфорд выступал на панк-сцене в Мерсисайде, обретя первоначальную известность с группой The Spitfire Boys. The Spitfire Boys выпустили сингл «British Refugees/Mein Kampf».
Позже Пол объединился с Холли Джонсоном в новой группе, которая в 1984-м заняла первое место в британском чарте синглов.
Он часто бывал и выступал в лондонском джаз-клубе Seven Dials.

### Frankie Goes to Hollywood
В 1980 году Резерфорд присоединился к группе Frankie Goes to Hollywood. Там он представлял бэк-вокал, подпевая Холли Джонсону, а также танцевал и исполнял некоторые партии клавишных для записей группы. Frankie Goes to Hollywood распалась три года спустя, после чего Резерфорд попытался заняться сольной карьерой, которая оказалась недолгой.

### После Frankie Goes to Hollywood
В 1989 году были выпущены три сингла и альбом Oh World. Два трека из альбома были спродюсированы Мартином Фраем и Марком Уайтом из ABC.
Песня Пола «Get Real» 1988 года, созданная в сотрудничестве с ABC, достигла 47-го места в Великобритании и оставалась в чартах в течение четырех недель.
В конце 2010 года Резерфорд выпустил альбом The Cowboy Years под названием Paul Rutherford/Butt Cowboys.

## Личная жизнь
Пол Резерфорд и его партнёр по гражданскому браку Перри живут в Новой Зеландии.

## Сольная дискография

### Альбомы
- Oh World (1989)
- The Cowboy Years (2010)

### Мини-альбомы
- That Moon (совм. с The Pressure Zone, 1989)

### Синглы
- «Get Real» (1988)
- «I Want Your Love» (1989)
- «Oh World» (1989)